# Зимен триъгълник
Зимният триъгълник е астеризъм, образуван от три от най-ярките звезди в зимното небе. Това е въображаем равностранен триъгълник, описан на небесната сфера от звездите Сириус, Бетелгейзе и Процион, които са главните звезди съответно в съзвездията Голямо куче, Орион и Малко куче.

## Звезди
| Име        | Съзвездие   | Величина | Светимост (L☉)   | Спектрален клас | Разстояние (ly) |
| ---------- | ----------- | -------- | ---------------- | --------------- | --------------- |
| Сириус     | Голямо куче | −1,46    | 25,4             | A1 V            | 8,6             |
| Бетелгейзе | Орион       | 0,50     | 90 000 – 150 000 | M2 Iab          | 640             |
| Процион    | Малко куче  | 0,34     | 6,93             | F5 IV-V         | 11,5            |

## Видимост
През по-голямата част от нощта в северната зима, Зимният триъгълник се намира високо в небето при умерените северни географски ширини, но може да бъде наблюдаван и през есента рано сутринта откъм изток. През пролетта Зимният триъгълник се вижда рано вечерта откъм запад, преди звездите му да се скрият под хоризонта. От южното полукълбо астеризмът се вижда наобратно и ниско в небето през летните месеци.
Зимният триъгълник обгражда по-голямата част от бледото съзвездие Еднорог, макар най-ярките му звезди да са едвам видими в невъоръжено око, тъй като са от четвърта звездна величина. Триъгълникът включва два звезди от първа величина, а Сириус е дори още по-ярък. Други ярки звезди в зимното небе също са разположени около триъгълника: Ригел от Орион, Алдебаран от Бик, Кастор и Полукс от Близнаци, както и Капела от Колар.